# Raul Carapinha
Raul Carapinha (Alcochete, 11 de novembro de 1876 - Lisboa, 1957) foi desenhador, pintor e arquitecto português.

## Vida
Ainda criança, com oito anos de idade, fica órfão de pai e é internado na Casa Pia de Lisboa. Frequentou mais tarde a Escola de Belas Artes de Lisboa, onde foi um aluno brilhante. Ainda antes de terminar o curso dedica-se ao ensino particular de desenho e pintura.

## Obra
Trabalhou na Câmara Municipal de Lisboa e projectou e criou a Estufa Fria de Lisboa, inaugurada em 1933.
A sua vasta obra pictórica foi objecto de variadas exposições, desde 1918 até à sua morte e depois dela: na Sociedade Nacional de Belas Artes, no Salão Estoril, no Rio de Janeiro, entre outras. Pode ser apreciada no Museu do Chiado, em Lisboa, no Museu Grão Vasco, em Viseu, e no Museu de Évora.